# 小行星4989
小行星4989（英語：4989 Joegoldstein）是一颗围绕太阳公转的小行星。1981年2月28日，舒爾特·巴斯在赛丁泉山发现了此天体。
这颗小行星的绝对星等为80.69310等。